# Patik
Patik is een bestuurslaag in het regentschap Ponorogo van de provincie Oost-Java, Indonesië. Patik telt 1749 inwoners (volkstelling 2010).